# Устриця (річка)
Устриця — річка  в Україні, у Шаргородському  районі Вінницької області. Ліва притока Дерли  (басейн Дністра ).

## Опис
Довжина річки приблизно 2,87 км.

## Розташування
Бере  початок у селі Конатківцях. Тече переважно на північний схід і впадає у річку Дерло, ліву притоку Дністра.